# Tulipan dostojny
Tulipan dostojny (Tulipa praestans) – gatunek z rodzaju tulipan. Pochodzi z Tadżykistanu w Azji. Jest uprawiany w wielu krajach świata jako roślina ozdobna.

## Morfologia
Osiąga wysokość do 40 cm. Jest przedstawicielem nielicznej grupy tulipanów, które posiadają więcej niż 1 kwiat na łodydze. Tulipan dostojny zazwyczaj ma 2-4 kwiaty na pędzie. Gatunek botaniczny ma pomarańczowo-czerwone kwiaty. Liście duże, jasnozielone z czerwonymi brzegami.

## Uprawa
Zazwyczaj uprawiany jest w ogrodach skalnych. Najlepiej wygląda uprawiany w większych grupach. Lubi stanowiska bardzo słoneczne. Zakwita w kwietniu. W uprawie popularny jest kultywar ‘Fusiler’ o 4-6 pomarańczowo-czerwonych kwiatach na pędzie i ciemnozielonych liściach.